# Britney & Kevin: Chaotic
Britney & Kevin: Chaotic var en realityshow om Britney Spears och hennes före detta make Kevin Federline. Serien visar hur de möttes, när de blev kära och när de gifte sig. 

## Episoder
1. "Can You Handle My Truth?"
2. "Who Said Anything About Love?"
3. "Scared to Love You
4. "Magic Happens"
5. "Veil of Secrecy"

## DVD
Britney & Kevin: Chaotic... The DVD & More släpptes 27 september 2005. En bonus CD följer med som innehåller singeln "Someday (I Will Understand)" och de nya låtarna "Chaotic" och "Mona Lisa". På den brittiska och japanska versionen följer låten "Over To You Now" med. DVD:n innehåller hela serien, bonus material och musikvideona för "Do Somethin'" och "Someday (I Will Understand)".

## Bonus EP
1. "Chaotic" (Bloodshy & Avant) – 3:44
2. "Someday (I Will Understand)" (Britney Spears) (Producerad av Guy Sigsworth)  – 3:34
3. "Mona Lisa" (Spears, Teddy Campbell, David Kochanski) (Producerad av Bloodshy & Avant) – 3:27
4. "Over To You Now" (UK/Japansk version)
5. "Someday (I Will Understand)" (Hi-Bias Signature Radio Remix) (Japansk/Europeisk/Asiatisk version)

"Chaotic" var använd som seriens introsång. Låten är skriven och producerad av de svenska Bloodshy & Avant, som skrev och producerade "Toxic". Låten "Mona Lisa" var menad att bli den första singeln från Britneys outgivna album Original Doll, som blev skrotad på grund av hennes graviditet.